# フリオ・マチャド
フリオ・セグンド・マチャド・ロンドン（Julio Segundo Machado Rondon, 1965年12月1日 - ）は、ベネズエラ・ボリバル共和国スリア州サン・カルロス・デル・スリア出身の元プロ野球選手（投手）。右投げ右打ち。
1991年12月8日深夜に自動車を運転中に交通事故に遭遇し、相手の車の同乗者だった24歳の女性を拳銃で射殺。1996年8月15日に最高裁判所は殺人で懲役12年の有罪判決を言い渡し、刑が確定した。

## 経歴
1985年にマイナーリーグでキャリアを開始した。
1989年9月7日の対セントルイス・カージナルス戦でニューヨーク・メッツの投手としてメジャーリーグベースボールデビュー。
そのちょうど1年後の1990年9月7日にチャーリー・オブライエンや4人のマイナーリーガーとの交換トレードでケビン・ブラウンとともにミルウォーキー・ブルワーズへ移籍した。
しかし、1991年のオフシーズンを故郷で過ごし、12月8日深夜に自動車を運転中に交通事故に巻き込まれた。その際に相手の車の同乗者だった24歳の女性を拳銃で射殺したとして、行方不明のために指名手配を受けた。1ヶ月にわたる警察による捜索が行われ、翌1992年1月16日にマチャドはカラカスの警察に投降した。車をぶつけられた後にマチャドの車の通過を許さず、物品を強奪されそうになったために拳銃を発射したと供述し、正当防衛であることを主張した。故意の殺人2件（相手の車の運転手も殺害される危機に瀕したとして）と拳銃不法所持1件の容疑が掛けられた。マチャドは判決を待つ間、1992年から1996年まで、故郷のベネズエラで投球を続けた。しかし、その後のマチャドの弁護士による控訴も却下され、1996年8月15日に最高裁判所は殺人で懲役12年の有罪判決を言い渡し、刑が確定した。刑期が短縮され、刑務所に4年服役した後、2000年に釈放された。その後にマチャドはメジャー復帰を目指したが、彼と契約しようとした球団は現れなかった。

## 詳細情報

### 年度別投手成績
| 年 度    | 球 団    | 登 板 | 先 発 | 完 投 | 完 封 | 無 四 球 | 勝 利 | 敗 戦 | セ 丨 ブ | ホ 丨 ル ド | 勝 率 | 打 者 | 投 球 回 | 被 安 打 | 被 本 塁 打 | 与 四 球 | 敬 遠 | 与 死 球 | 奪 三 振 | 暴 投 | ボ 丨 ク | 失 点 | 自 責 点 | 防 御 率 | W H I P |
| -------- | -------- | ----- | ----- | ----- | ----- | -------- | ----- | ----- | -------- | ----------- | ----- | ----- | -------- | -------- | ----------- | -------- | ----- | -------- | -------- | ----- | -------- | ----- | -------- | -------- | ------- |
| 1989     | NYM      | 10    | 0     | 0     | 0     | 0        | 0     | 1     | 0        | 1           | .000  | 45    | 11.0     | 9        | 0           | 3        | 0     | 0        | 14       | 0     | 0        | 4     | 4        | 3.27     | 1.09    |
| 1990     | NYM      | 27    | 0     | 0     | 0     | 0        | 4     | 1     | 0        | 0           | .800  | 151   | 34.1     | 32       | 4           | 17       | 4     | 2        | 27       | 3     | 0        | 13    | 12       | 3.15     | 1.43    |
| 1990     | MIL      | 10    | 0     | 0     | 0     | 0        | 0     | 0     | 3        | 0           | --    | 56    | 13.0     | 9        | 0           | 8        | 2     | 0        | 12       | 0     | 0        | 1     | 1        | 0.69     | 1.31    |
| '90計    | MIL      | 37    | 0     | 0     | 0     | 0        | 4     | 1     | 3        | 0           | .800  | 207   | 47.1     | 41       | 4           | 25       | 6     | 2        | 39       | 3     | 0        | 14    | 13       | 2.47     | 1.39    |
| 1991     | MIL      | 54    | 0     | 0     | 0     | 0        | 3     | 3     | 3        | 10          | .500  | 371   | 88.2     | 65       | 12          | 55       | 1     | 3        | 98       | 5     | 0        | 36    | 34       | 3.45     | 1.35    |
| MLB：3年 | MLB：3年 | 101   | 0     | 0     | 0     | 0        | 7     | 5     | 6        | 11          | .583  | 623   | 147.0    | 115      | 16          | 83       | 7     | 5        | 151      | 8     | 0        | 54    | 51       | 3.12     | 1.35    |

### 背番号
- 31 （1989年）
- 48 （1990年、1991年）
- 14 （1990年 - 1991年）
- 18 （1991年）